# Vojnomir Slovan
Vojnomir Slovan (v izvirniku Wonomyro Sclavo, Uuonomyro Sclavo oziroma Uuonomiro Sclavo) je bil slovanski vojskovodja, ki je v času vojne proti Avarom v letu 795 zavzemal  eno od vodilnih mest v frankovski vojski. Njegovega resničnega položaja ne poznamo: lahko je bil le vojskovodja slovanskega porekla, ki je pri Frankih naredil kariero, obstajajo pa možnosti, da je bil knez v srednjeveški Spodnji Panoniji ali knez v Karnioli. 

## Vojnomir kot vojaški poveljnik
V času vojne med Avari in Franki oziroma med avarskim kaganom in frankovskim  kraljem Karlom Velikim v letu 795 ali 796 AD, so Furlani  in Franki, ki so bili pod poveljstvom furlanskega vojvode  Erika in Vojnomirja Slovana, vdrli v Panonijo. Avari niso nudili resnejšega odpora, napadalci so zavzeli mnogo avarskih utrdb. Glede na analizo besedila Annales regni Francorum je zelo verjetno, da je bil prav Vojnomir dejanski vodja tega pohoda.

## Nejasnosti v povezavi z Vojnomirom
Nejasnosti v zvezi z Vojnomirom se pojavijo že pri interpretaciji njegovega imena, saj je njegovo pravo ime nemara Zvonimir. Ker v frankovskih virih najdemo zapis Wonomyro (Uuonomiro, Uuonomyro) in ne Vojnomir, in ob dejstvu, da se hrvaški kralj Zvonimir v literaturi pojavlja tudi kot Svinimiro, bi bilo možno, da je potrebno frankovske vire brati kot (S)wonomyro. Viri ne omenjajo iz katere dežele je prišel in  kakšen družben položaj je Vojnomir zavzemal med Slovani. Obstajajo tri najbolj verjetne hipoteze o njegovem izvoru: hipoteza o vojaški karieri med Franki (s podhipotezo o istrskem poreklu), panonska hipoteza in karniolska hipoteza.

### Vojnomir, slovanski karierist v frankovski vojski
Najbolj verjetna hipoteza je, da je bil Vojnomir zgolj Slovan, ki je naredil kariero v frankovski vojski. Edini vir iz tistega časa (Annales regni Francorum) sporoča, da je bil Vojnomir vojaški voditelj,  med tem, ko morebitnega knežjega statusa ne omenja. V preteklosti je večina zgodovinarjev v Vojnomirju videla nekega slovanskega kneza v bližini Furlanije. Vendar je težko verjeti, da bi Franki za svojega vojaškega voditelja sprejeli tujega voditelja- najverjetneje je bil zgolj izjemen človek slovanskega rodu, ki je med Franki naredil vojaško kariero in je bil lahko zgolj Slovan iz Furlanije. Po drugi strani pa ta hipoteza nima dovolj podpore v dodatnih zgodovinskih virih in je klub veliki verjetnosti ne smemo imeti za dejstvo.   

### Vojnomir, knez v Spodnji Panoniji
Mnogi avtorji imajo Vojnomira za frankovskega zaveznika, ki je bil knez panonskih Slovanov na področju stare Spodnje Panonije (to je na območju današnje severne Hrvaške). Po tej hipotezi naj bi bil Vojnomir knez na območju  Spodnje Panonije, ki naj bi približno med leti 790 in 810 vladal v Slavoniji. V vojni proti Avarom naj bi mu po tej hipotezi Franki priskočili na pomoč, v zahvalo za pomoč Karla Velikega pa naj bi potem Vojnomir priznal frankovsko nadoblast in krščansko vero.. 

### Vojnomir, knez v Karnioli
Mnogi avtorji v Vojnomirju vidijo kneza iz Karniole.. Eden od argumentov je, da je bila Karniola dežela med Furlanijo in Avarijo, ki naj bi jo prekoračili Franki, zato naj bi bila Karniola naravni kandidat za deželo kneza Vojnomirja. Karniolci so tudi ravno prav sovražili Avare. Panonski Slovani naj bi bili podrejeni Avarom, med tem ko naj bi bili Karniolci že vsaj od leta 791 podrejeni Frankom, a ob ohranitvi notranje avtonomije z domačimi knezi, ki so se obdržali vse do upora Ljudevita Posavskega. Toda čeprav Slovani v Dalmaciji še niso podrejeni Frankom, so Slovani v Panoniji dejansko lahko postali podložni Frankom že leta 791.